# Josef Will
Josef Will  (* 11. April 1895 in Oppenhausen; † 12. Juni 1976 in Boppard) war ein deutscher Politiker und rheinland-pfälzischer Landtagsabgeordneter.

## Leben
Will kam als zweitältestes von neun Kindern auf die Welt. Er war zwei Jahre Soldat im Ersten Weltkrieg und arbeitete nach Kriegsende drei Jahre im Tunnelbau. 1921 erbaute er mit Schwager und Onkel eine Getreidemühle, die er 1935 allein übernahm. Im Jahre 1939 erfolgten dann Umbau und Modernisierung der Mühle, die 1957 durch den Sohn übernommen wurde. Vom Zweiten Weltkrieg wurde er freigestellt.

## Politik
Im Sommer 1945 wurde Will erstmals in den Gemeinderat gewählt, dem er bis 1964 angehörte. Von 1946 bis 1956 war er Mitglied des Kreistages. Von 1950 bis 1964 war er Mitglied im Ausschuss zur Wahl der Schöffen für den Amtsgerichtsbezirk Boppard.
Von Oktober 1953 bis März 1955 war er Abgeordneter der CDU im Rheinland-Pfälzischen Landtag. Die Belange seiner Mitbürger in der Amtsvertretung Halsenbach vertrat er von 1956 bis 1964. 
Von 1960 bis Oktober 1964 war Will Bürgermeister seiner Gemeinde. Bedingt durch Krankheit legte er 1964 sämtliche Ämter nieder.

## Auszeichnungen
- Oktober 1955: Freiherr-vom-Stein-Plakette (die höchste Auszeichnung für einen Kommunalpolitiker),
- Bundesverdienstkreuz am Bande.